# Marco Out

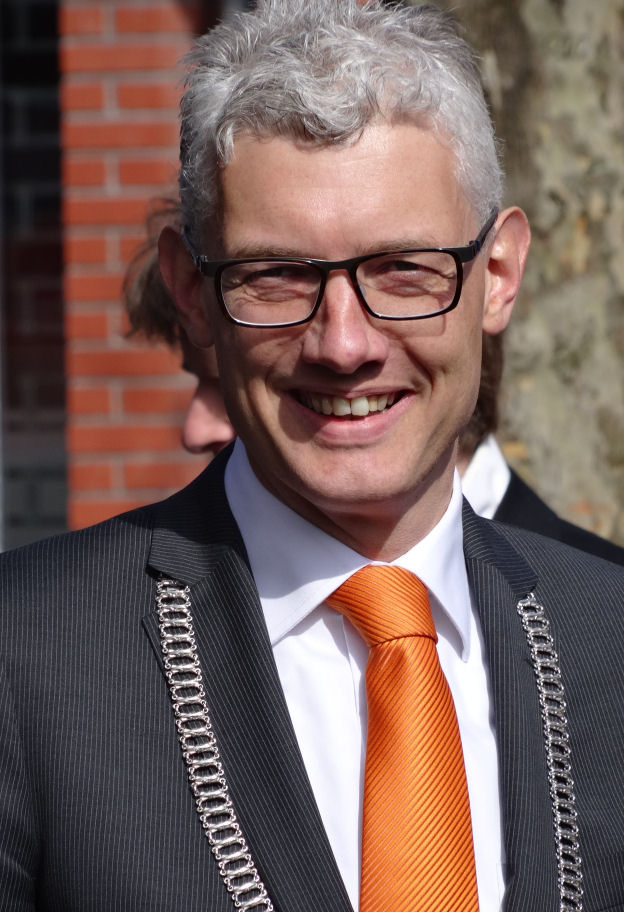
Out bij de opening van Koningsdag 2015 in Assen

Marco Laurens Jeroen Out (Maarsbergen, 26 juni 1970) is een Nederlands politicus en bestuurder. Sinds 16 december 2014 is hij burgemeester van Assen.

## Jeugd en opleiding
Out werd geboren in Maarsbergen en heeft een jongere broer en zus. Zijn vader was groepsleider op een jeugdinternaat.
In 1988 slaagde Out voor zijn vwo-examen op het Revius Lyceum Doorn. Vervolgens studeerde hij economie aan de Rijksuniversiteit Groningen van 1988 tot 1989. Daarna heeft hij van 1990 tot 1994 bedrijfskunde gestudeerd aan diezelfde universiteit. In 1994 en 1995 volgde hij de opleiding overheidscommunicatie aan de Hanzehogeschool Groningen.

## Carrière

### Volksvertegenwoordiger
Tijdens zijn studententijd in Groningen werd Out actief bij de JOVD, een aan de VVD gelieerde jongerenorganisatie. Van 1995 tot 2000 was hij werkzaam als kwaliteitsmanager van Finesse Adviesgroep. In 2001 werd hij Accountmanager Bedrijven bij Interpolis en daarnaast was hij vanaf 2002 vijf jaar gemeenteraadslid in Leek.
Van 2004 tot 2008 was Out namens de VVD lid van de Provinciale Staten van Groningen. Hij vertegenwoordigde de provincie in Groningen Seaports en het Samenwerkingsverband Noord Nederland.

### Burgemeester Borger-Odoorn
Op 15 april 2008 werd Out burgemeester van de Drentse gemeente Borger-Odoorn. In 2014 is hij zeven maanden voorzitter geweest van P10, het samenwerkingsverband van grote plattelandsgemeenten in Nederland. Op 26 juni 2010 nam Out in Seoul het Cittaslow keurmerk voor de gemeente Borger-Odoorn in ontvangst.

### Burgemeester Assen
Op 16 december 2014 werd hij burgemeester van de gemeente Assen. Op 17 december 2020 werd hij herbenoemd als burgemeester van Assen.
Op 16 december 2024 vierde Out zijn 10-jarig jubileum in Assen.

### Overige functies
Out werd op 1 oktober 2016 voorzitter van de Veiligheidsregio Drenthe. Op 28 juni 2024 heeft het algemeen bestuur van het Nederlands Instituut Publieke Veiligheid, gevormd door de 25 voorzitters van de veiligheidsregio's, ingestemd met het voornemen om Out te benoemen tot lid van het dagelijks bestuur van het NIPV. Hij nam de plek in van Ahmed Marcouch, burgemeester van Arnhem en voorzitter van Veiligheids- en Gezondheidsregio Gelderland-Midden. Ook is hij voorzitter van de Raad van Commissarissen van SportDrenthe.

### Bewust partijloos
In november 2018 zegde hij na 25 jaar lid te zijn geweest zijn partijlidmaatschap van de VVD op omdat naar zijn zeggen de discrepantie tussen zijn liberale normen en waarden en die door met name de landelijke vertegenwoordigers van zijn partij werden geventileerd te groot was geworden.

## Trivia
- In de videoclip van het nummer Arms of the Ocean van de metalband Blackbriar uit Assen speelt Out de rol van dokter.[12]

## Privé
Out heeft een relatie en is vader van twee kinderen. Zijn partner heeft drie kinderen.
Out is een fervent fietser en won in 2010, 2015 én 2019 het Nederlands Kampioenschap Wielrennen voor Burgemeesters. Op 28 mei 2015 reed Out voor het goede doel de Mont Ventoux op, omdat hij drie keer de berg op reed op één dag mag hij de titel Cinglés du Mont Ventoux (Nederlands: Malloot van de Mont Ventoux) dragen. De opbrengst van deze actie ging naar de bestrijding van de dodelijke zenuwziekte ALS. In 2019 fietste hij een tocht van 5500 kilometer door Amerika.
Out is sinds eind jaren 80 van de vorige eeuw supporter van FC Groningen. In zijn studententijd in Groningen raakte Out verknocht aan de club en kocht een seizoenkaart. Out is sinds 2017 voorzitter van het stichtingsbestuur, de aandeelhouder van FC Groningen.